# Athetis pulvisculum
Athetis pulvisculum là một loài bướm đêm trong họ Noctuidae.